# Shut Up and Sing
Shut Up & Sing (Dixie Chicks: Shut Up & Sing) è un documentario del 2006 prodotto e diretto da Barbara Kopple e Cecilia Peck.
Il film è stato presentato in anteprima italiana al Festival di Roma nell'ottobre 2006.

## Trama
Il film segue per tre anni le vicende del popolare trio country texano Dixie Chicks.
Il gruppo fu al centro di una celebre controversia in seguito ad una critica espressa in pubblico nel marzo 2003 dalla cantante Natalie Maines al presidente degli Stati Uniti George W. Bush per la guerra in Iraq nel corso di un concerto a Londra. La battuta determinò l'ostracizzazione del gruppo da parte di numerosi mass media statunitensi: nei mesi successivi la maggior parte delle radio country del paese si rifiutarono di trasmettere i brani delle Dixie Chicks.

## Passaggi televisivi
Il documentario è stato trasmesso da Raiuno in prima visione in chiaro venerdì 11 maggio 2012.

## Riconoscimenti
- 2006 - Aspen Filmfest
  - Premio del pubblico come miglior documentario
- 2006 - Boston Society of Film Critics Awards
  - Miglior documentario
- 2006 - Chicago International Film Festival
  - Premio speciale della giuria - Categoria DocuFest Competition
- 2006 - Southeastern Film Critics Association Awards
  - Wyatt Award
- 2006 - San Diego Film Critics Society Awards
  - Miglior film non di fiction
- 2006 - Woodstock Film Festival
  - Premio del pubblico come miglior documentario